# Mark Jerrum
Mark Richard Jerrum est un chercheur en informatique théorique anglais, né en 1955. Il a reçu le prix Gödel en 1996.

## Biographie
Jerrum a passé son PhD en informatique théorique, en 1981 à l'Université d'Édimbourg, avec Leslie Valiant pour maître de thèse. Il a lui-même dirigé la thèse d'Alistair Sinclair. Il est actuellement professeur de mathématiques à l'université de Londres, au College Queen Mary.

## Travaux
Mark Jerrum et Alistair Sinclair ont fait des recherches sur les chaînes de Markov pour créer des algorithmes d'approximation pour des problèmes de comptage comme le calcul du permanent. Ces travaux ont des applications dans de nombreux domaines comme la géométrie algorithmique, les statistiques et l'étude des systèmes dynamiques. Ils ont reçu le Prix Gödel pour ces travaux en 1996 . 
Ces résultats ont ensuite été améliorés pour atteindre un algorithme probabiliste de calcul du permanent en temps polynomial, ce qui a valu à Jerrum le prix Fulkerson en 2006.